# Nils G. Wollin
Nils Gustaf Axelsson Wollin, född 25 mars 1892 i Sånga församling i Stockholms län, död 13 maj 1964 i Stockholm, var en svensk konsthistoriker.

## Biografi
Nils G. Wollin var son till majoren Axel Wilhelm Hjalmar Waldemar Wollin och Hedvig Marie-Louise Nordenskjöld. Han tog studentexamen i Stockholm 1913 och studerade vid Stockholms högskola, där han disputerade 1927. Han var amanuens vid Naturhistoriska riksmuseet 1924–1925 och lärare i konsthistoria vid Högre lärarinneseminariet i Stockholm 1926–1942 och från 1927 även vid Tekniska skolan. Han var i perioder tillförordnad professor vid Göteborgs universitet och Stockholms högskola och 1956–1959 slutligen ordinarie professor vid Göteborgs universitet.
Nils G. Wollin har bland annat forskat genom kyrkoinventeringar och var en pionjär beträffande konstvetenskapliga studier om trädgårdskonst med sin doktorsavhandling om Drottningholms slottspark. Han kom att inspirera till, och att bidra i arbetet med, att återställa flera slottsparker, främst Drottningholms.
Nils G. Wollin är gravsatt i Gustav Vasa kyrkas kolumbarium i Stockholm.